# Pyramide triangulaire allongée
La pyramide triangulaire allongée est un polyèdre faisant partie des 92 solides de Johnson (J7). 
Comme son nom le suggère, elle peut être obtenue par l'allongement d'un tétraèdre en attachant un prisme triangulaire à sa base.